# Kawęczyn
Kawęczyn [pronunciación en polaco: /kaˈvɛnt͡ʂɨn/] es un pueblo en el distrito administrativo de Gmina Masłowice, dentro de Distrito de Radomsko, Voivodato de Łódź, en Polonia central. Se encuentra aproximadamente 7 kilómetros al sudeste de Masłowice, 28 kilómetros al este de Radomsko, y 84 kilómetros al sur de la capital regional, Łódź.